# Акрилова кислота
Акри́лова кислота́ СН2=СН−СООН — найпростіша ненасичена карбонова кислота. 

## Фізичні властивості
Безбарвна рідина з гострим запахом, розчиняється у воді та органічних розчинниках.

## Добування
Акрилова кислота утворюється при гідролізі акрилонітрилу:
{\displaystyle {\ce {CH2=CH-CN +2H2O ->CH2=CH-COOH + NH3}}}
Також можна отримати окисненням акролеїну:
{\displaystyle {\ce {CH2=CH-C(O)H +1/2O2 ->[250^oC]CH2=CH-COOH}}}
Ще можна отримати карбонілюванням ацетилену:
{\displaystyle {\ce {HC#CH +CO +H2O ->[Ni(CO)_4]H2C=CH-COOH}}}
При взаємодії оксирану з ціановоднем утворюється етиленціангідрин. При його взаємодії з водою та сульфатною кислотою утворюється гідроксипропанова кислота, яка здатна до дегідратації:
{\displaystyle {\ce {(CH2)2O + HCN ->HO-CH2-CH2-CN}}}
{\displaystyle {\ce {HO-CH2-CH2-CN + 2H2O + H2SO4 ->[90^oC]HO-CH2-CH2-COOH + [NH4]+HSO4-}}}
{\displaystyle {\ce {HO-CH2-CH2-COOH ->CH2=CH-COOH +H2O}}}

## Хімічні властивості
Може приєднувати бромоводень. Ця реакція йде не за правилом Марковникова: атом гідрогену приєднується до CH2, а брому  — до СН:
{\displaystyle {\ce {CH2=CH-COOH + HBr ->CHBr-CH2-COOH}}}
Може окиснюватися перманганатом калію. При цьому утворюється 2,3-дигідроксипропанова кислота:
{\displaystyle {\ce {3CH2=CHCOOH +2KMnO4 +4H2O->3CH2O-CH2OCOOH + 2KOH +2MnO2}}}
При жорсткому окисненні (нагріванні у розчині перманганату калію або нітратної кислоти) відбувається розрив подвійного зв'язку:
{\displaystyle {\ce {CH2=CH-COOH + 4O ->[t]H-COOH + CH(OH)-CH(OH)}}}
Акрилова кислота та її естери легко полімеризуються внаслідок розриву π-зв'язку:

## Застосування
Полімери естерів акрилової кислоти використовують у виробництві пластмас та органічного скла.